# Alpes centrales

Las 26 secciones de la Partición de los Alpes. Los Alpes centrales cubren las secciones 9-16.

Con el término Alpes centrales se entiende una porción del sistema montañoso denominado Alpes. A tenor de la subdivisión actual de los Alpes (SOIUSA) en sólo dos sectores, Alpes occidentales y Alpes orientales, este concepto de Alpes centrales ha caído en desuso. Además de la clasificación del año 1926, a veces se ha entendido que los Alpes centrales son el tramo comprendido entre paso de Resia y el paso de Arlberg, de manera que los Alpes Peninos no se incluirían aquí sino en los Alpes occidentales.
En el año 1926, tras el IX Congreso Geográfico Italiano de 1924, se adoptó la Partición de los Alpes, que preveía la subdivisión del sistema alpino en Alpes occidentales, Alpes centrales y Alpes orientales. En esta partición tradicional, los Alpes centrales se extenderían entre el col Ferret y el paso del Brennero. La cima más elevada sería el Monte Rosa (4.611 m). 
Esta subdivisión, muy centrada en una visión italiana, se superó en el año 2005 con la introducción de la Subdivisión Orográfica Internacional Unificada del Sistema Alpino (SOIUSA). Esta última clasificación ha sustituido la tripartición tradicional con una bipartición de los Alpes (Alpes occidentales y Alpes orientales), en armonía con las clasificaciones utilizadas en los otros países de la cadena alpina.
Los Alpes centrales se subdividían ulteriormente en:
- Alpes Peninos (9)
  - Alpes del Valais (9.ª)
  - Grupo de Val Sesia (9.b)
- Alpes Lepontinos (10)
  - Grupo del Monte Leone (10.ª)
  - Grupo de Adula (10.b)
  - Alpes Ticineses (10.c)
- Alpes Réticos (11)
  - Grupo de Albula y Silvretta (11.ª)
  - Grupo de la Plessur (11.b)
  - Cadena del Reticone (11.c)
  - Grupo del Fervall (11.d)
  - Grupo del Bernina (11.e)
  - Grupo del Umbraglio (11.f)
  - Alpes Venoste (11.g)
  - Alpes Breonie (11.h)
  - Alpes Sarentinos (11.i)
  - Grupo de Ortles (11.j)
  - Montes de Val di Non (11.k)
  - Grupo del Adamello (11.l)
  - Dolomitas de Brenta (11.m)
- Alpes Berneses (12) 
  - Macizo del Finsteraarhorn (12.ª)
  - Grupo del Wildhorn (12.b)
  - Alpes de Uri (12.c)
- Alpes de Glaris (13)
  - Grupo del Tödi (13.ª)
  - Grupo de la Sardona (13.b)
- Prealpes Suizos (14)
  - Prealpes de Simmental (14.ª)
  - Prealpes de Emmental (14.b)
  - Prealpes de Linth (14.c)
- Alpes Bávaros (15)
  - Alpes de Algovia (15.ª)
  - Alpes de la Lechtal (15.b)
  - Montes de Achensee (15.c)
- Prealpes Lombardos (16)
  - Prealpes de Lugano (16.ª)
  - Alpes Orobie (16.b)
  - Prealpes Bergamascos (16.c)
  - Prealpes de Brescia (16.d)
  - Prealpes Giudicarie (16.e)
  - Grupo del Monte Baldo (16.f)